# 김현민 (2005년)
김현민(金賢珉, 2005년 10월 5일 ~ )는 대한민국의 축구 선수로, 포지션은 중앙 미드필더이다.